# 電影快車
《電影快車》（或譯為《電影快報》）是印度泰米爾文娛樂半月刊雜誌，於泰米爾納德邦金奈出版。雜誌為新印度快報集團旗下產品，《電影快車》品牌現負責《新印度快報》的電影業報導。
《電影快車》也透過電影快車獎表彰印度電影業專業人士的藝術成就。實體雜誌於2016年2月停產，改為線上雜誌形式繼續經營。

## 歷史
《電影快車》實體雜誌於1980年1月10日發行第一期，2016年2月16日發行最後一期。該雜誌停刊時定價為15盧比。隨後，新印度快報集團保留《電影快車》一名，改以線上雜誌繼續發表電影資訊。

## 外部連結
- 官方网站